# محافظة القاهرة
محافظة القاهرة تعتبر من المحافظات المصرية ذات المدينة الواحدة، وتقع على الضفة الشرقية لنهر النيل بطول 41.542 كم ويحدها شمالاً القليوبية والشرقية وغرباً محافظة الجيزة ومن الشرق محافظة السويس. وتعتبر القاهرة المحافظة الأولى في إقليم القاهرة الكبرى، وهو الإقليم الأول في مصر والذي يضم إلى جانب القاهرة كلا من محافظتي القليوبية والجيزة.

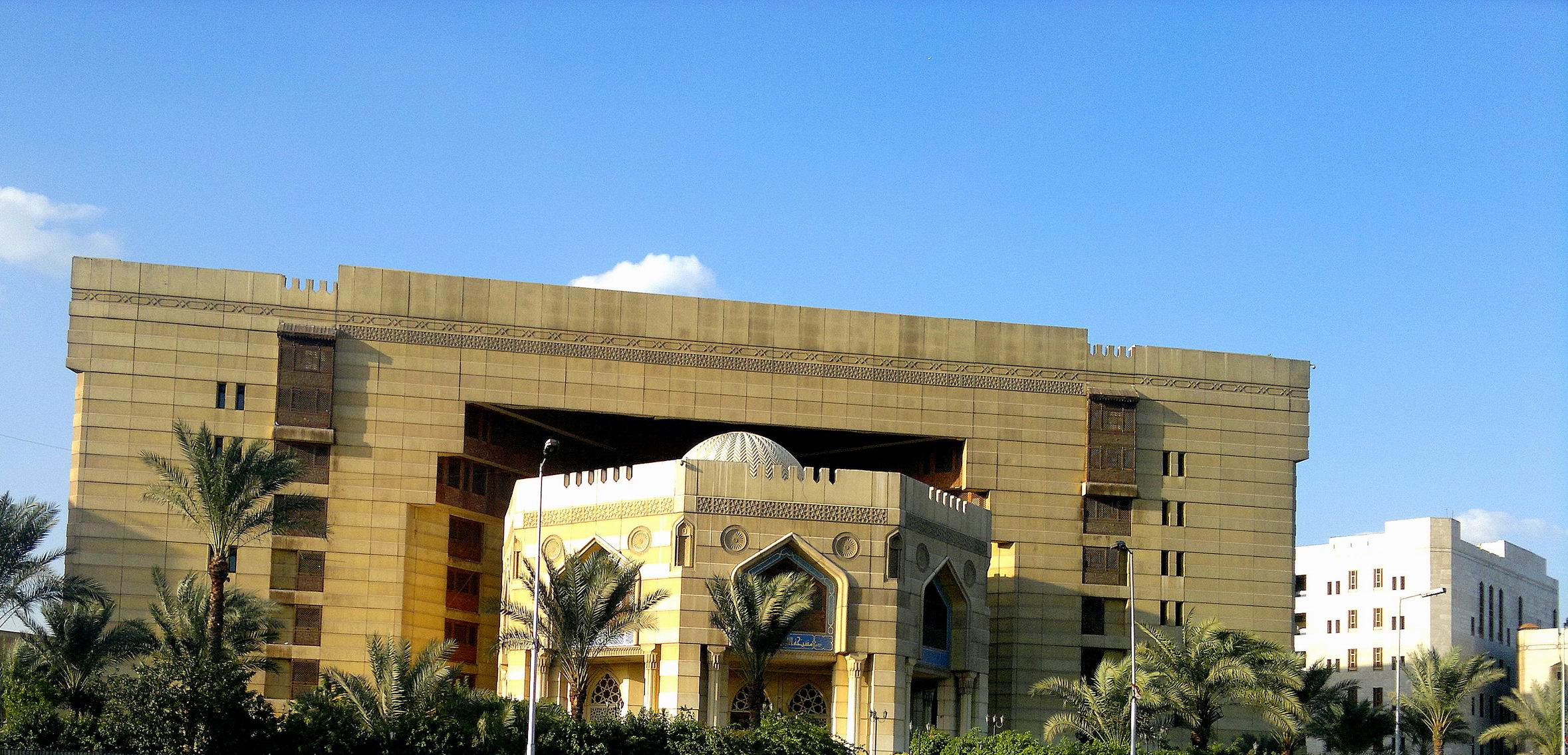
مبنى مشيخة الأزهر الشريف

## الأنشطة الاقتصادية

### الزراعة
تصل مساحة الأراضي الزراعية إلى 10.89 ألف فدّان وإجمالي المساحة المحصولية 15.19 ألف فدّان.

### الصناعة
تتعدد الصناعات بالمحافظة مثل:-
- الصناعات الكيماوية والبتروكيماوية.
- مواد البناء وحراريات.
- معدات معدنية وآلات ومعدات نقل.
- الخشب ومنتجاته.
- الصناعات الغذانية.
- الغزل والنسيج.
- الصناعات الورقية.
- الصناعات الإلكترونية والكهربية.
- صناعات أخرى.

### السياحة
تتوفر بالقاهرة آثار من مختلف الحضارات الفرعونية والرومانية والمسيحية والإسلامية والعصر الحديث. كما تزخر القاهرة بالمعالم ذات الشهرة مثل: شجرة مريم، والكنسية المعلقة، والجامع الأزهر، ومسجد عمرو بن العاص، وقلعة صلاح الدين، والمتحف المصري، ومتحف الفن الإسلامي، والمتحف القبطي، وقصر الأمير محمد علي بالمنيل، والحديقة اليابانية، ومتحف ركن فاروق، وبرج القاهرة، سور مجرى العيون وبانوراما حرب أكتوبر، ومركز القاهرة الدولي للمؤتمرات، أرض المعارض ودار الأوبرا، كما تتوفر بالقاهرة الفنادق والقرى السياحية التي يصل عددها إلى 89 فندق وقرية.
بعض من الآثار الإسلامية في محافظة القاهرة: شارع المعز لدين الله الفاطمي
- بيت زينب خاتون
- بيت الهراوى
- بيت الست وسيله
- وكالة الغوريى
- قبة الغورى
- سبيل محمد علي
- جامع المؤيد شيخ
- باب زويله
- مجموعة محمد بك أبو الدهب
- جامعة الحاكم بأمر الله
- حمام إينال
- مجموعة قلاوون
- الجامع الاقمر
- بيت السحيمى.

## السكان
- يصل إجمالي عدد السكان التقديري إلي 7.609 مليون لعام 2004 ويبلغ معدل المواليد 23 مولود / 1000 نسمة بينما معدل الوفيات 7 / 1000 نسمة ومعدل الزيادة الطبيعية 16 في الألف.
- تصل الكثافة السكانية إلي 38247.03 نسمة / كم مربع.

## التقسيم الإداري

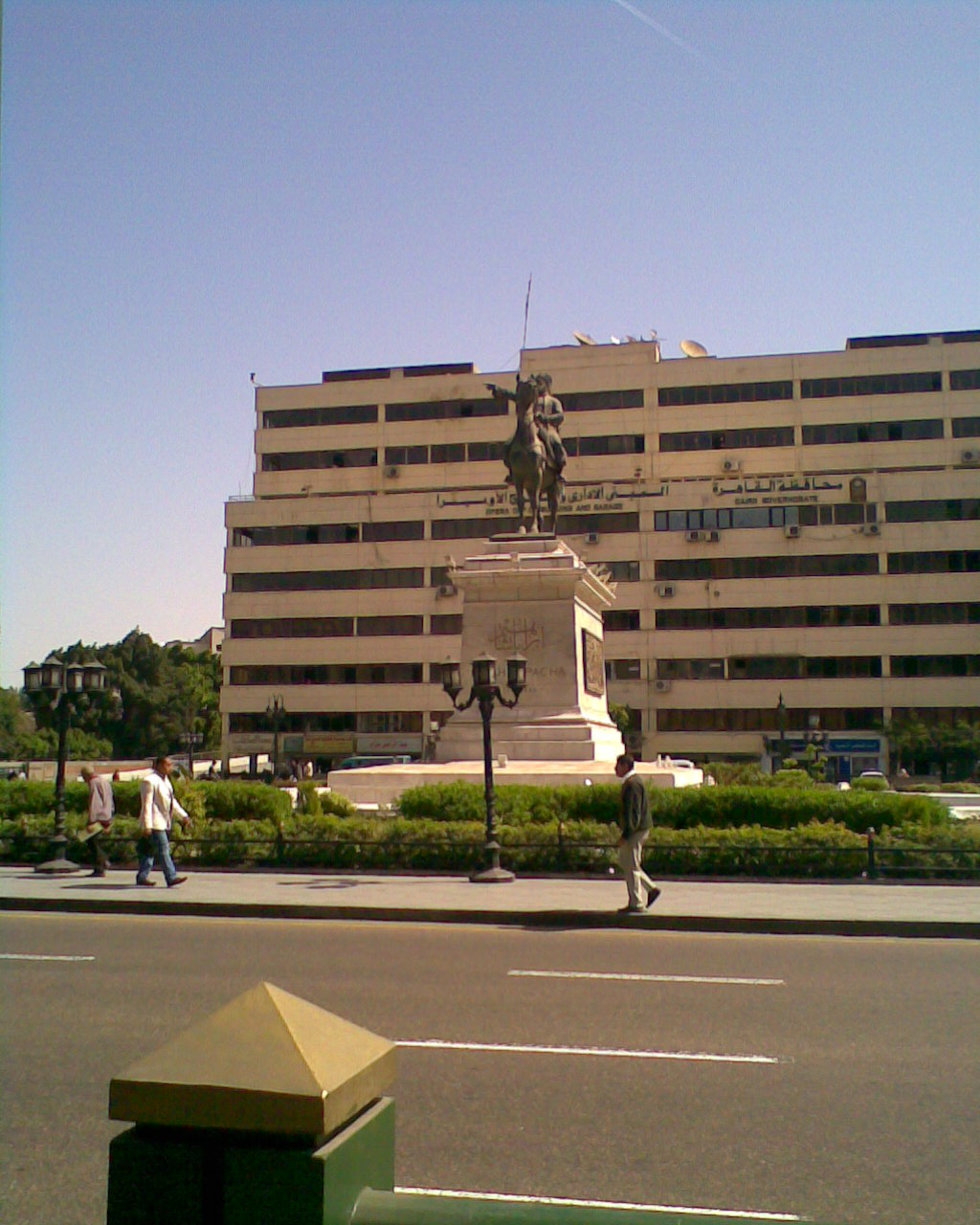
المبنى الإداري بميدان الأوبرا

تقسم القاهرة إدارياً إلى أربعة مناطق، المنطقة الشرقية والغربية والجنوبية والشمالية. وتقسم هذه المناطق بدورها إلى أحياء.
- - المنطقة الشرقية تشمل على 9 أحياء:

- حي المرج
- حي المطرية
- حي عين شمس
- أول السلام (حي)
- ثان السلام (حي)
- حي النزهة
- مصر الجديدة (حي)
- شرق مدينة نصر (حي)
- غرب مدينة نصر (حي)

- - المنطقة الغربية: تتكون من 9 أحياء هي:

- حي الوايلي
- حى باب الشعرية
- حي وسط القاهرة
- حي الموسكى
- حي الأزبكية
- عابدين
- بولاق
- حي غرب
- منشأة ناصر (حي)

- - المنطقة الشمالية: تتكون من 8 أحياء هي:

- حي الزيتون
- حدائق القبة
- الزاوية الحمراء
- الشرابية (حي)
- الساحل (حي)
- شبرا
- روض الفرج
- الأميرية

- - المنطقة الجنوبية: تتكون من 12 أحياء هي:

- السيدة زينب (حي)
- حي مصر القديمة
- الخليفة (حي)
- المقطم
- البساتين (حي)
- دار السلام (حي)
- المعادي
- طرة
- حي حلوان
- التبين
- حي 15 مايو
- المعصرة (حي)

## التعليم والثقافة
عدد المنتفعين في محو الأمية 34 ألف نسمة التعليم قبل الجامعي، كما يصل عدد المدارس 3250 مدرسة وعدد التلاميذ 1,689,000 تلميذ وبالنسبة للتعليم الأزهري فتصل عدد المعاهد الأزهرية 195 معهد وعدد التلاميذ 63 ألف تلميذ.

### التعليم العالي
إجمالي عدد الكليات 55 كلية و29 معهد وعدد الطلاب 582 ألف طالب.

### الثقافة
- يبلغ عدد قصور الثقافة 13 قصر ثقافي وإجمالي عدد البيوت 15 بيت.
- عدد المكتبات 50 مكتبة عامة والمكتبات المشاركة في المهرجان 27 مكتبة.

## المناطق الأثرية
- خان الخليلي (آثار إسلامية).
- مصر القديمة (آثار إسلامية –آثار قبطية -آثار فرعونية).
- المعادي (آثار فرعونية).
- القلعة (آثار إسلامية).
- هليوبوليس (عين شمس – المطرية - آثار فرعونية).
- حصن بابليون (مصر القديمة - آثار فرعونية).

## التاريخ
بنيت القاهرة الحديثة قرب موقع مدينة ممفيس القديمة التي شيدت نحو عام 3100 ق. م، وكانت بذلك أول عاصمة لمصر القديمة. وعندما دخل العرب مصر عام 22 هـ، 642 م، أقامت وحدات الجيش العربي معسكر لها جنوبي الموقع الحالي للقاهرة حيث شيدوا بجواره بعد ذلك وبصورة متدرجة العديد من المساكن والمساجد، ويعد مسجد عمرو بن العاص أول وأكبر هذه المساجد، والقصور وهي النطاق العمراني الذي عرف بمدينة الفسطاط التي كانت أول عاصمة إسلامية لمصر. وعندما سيطر الفاطميون على مقاليد الحكم في مصر عام 359 هـ، 969 م بنى القائد جوهر الصقلي مدينة القاهرة ـ شمالي أول موقع استقر فيه العرب وهو الفسطاط ـ لتكون عاصمة للبلاد.
ويعتقد إن القاهرة سميت بهذا الاسم نسبة إلى نجم القاهر الذي ظهر في السماء عندما بدء في بناء المدينة، وتلى ذلك تشييد الفاطميين للجامع الأزهر الشريف الذي أصبح أمل الراغبين في دراسة العلوم الإسلامية من كافة دول العالم الإسلامي.
وصف كثيير من المؤرخين مدينة القاهرة التابعة للمحافظة بأنها مدينة السحر الشرقي أو جوهرة الشرق لجمالها وعراقتها.